# Ryszewo (Pyrzyce)
Ryszewo (deutsch Groß Rischow) ist ein Dorf in der Woiwodschaft Westpommern in Polen. Es gehört zur Gmina Pyrzyce (Gemeinde Pyritz) im Powiat Pyrzycki (Pyritzer Kreis).

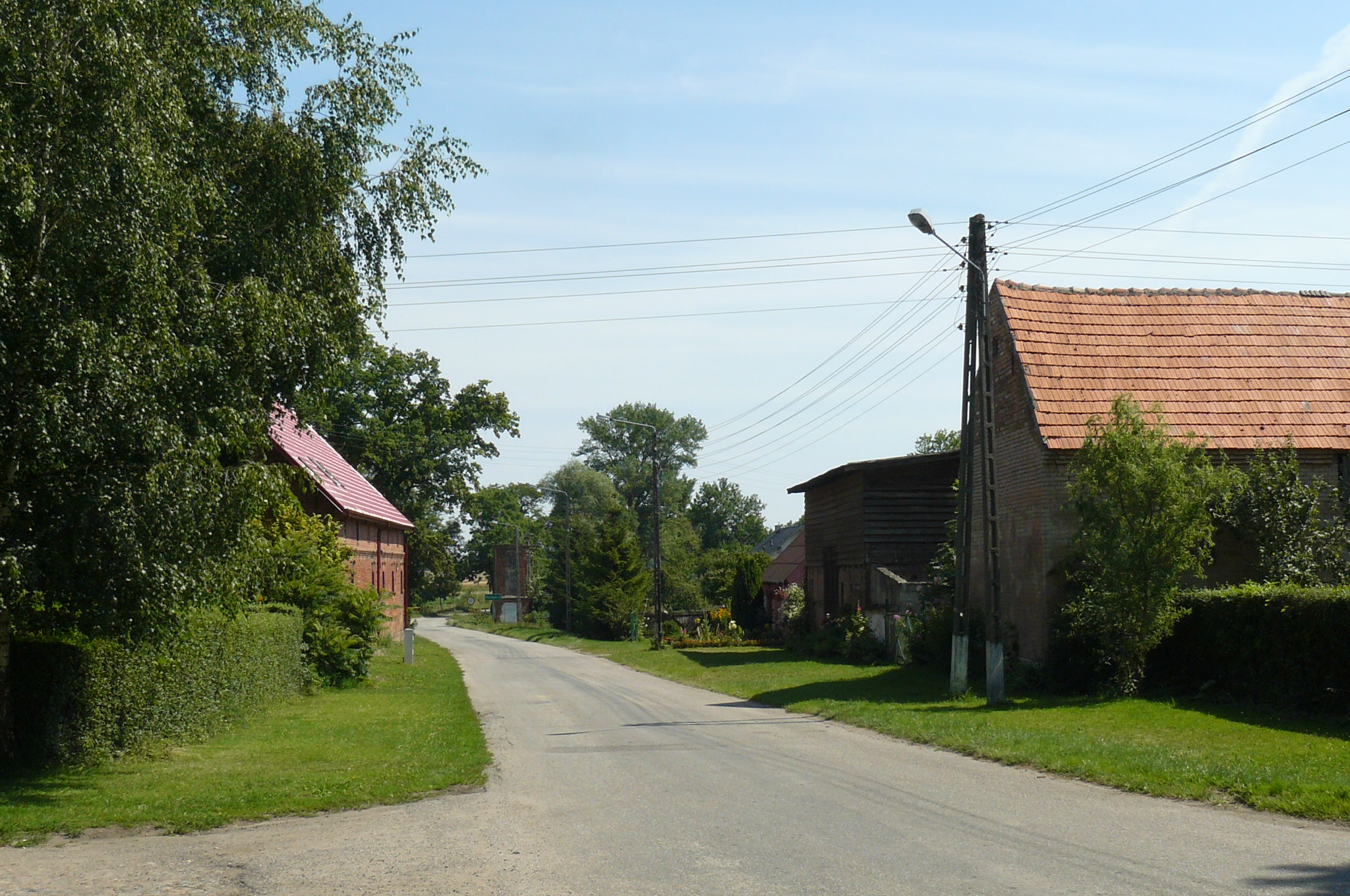
Ortsbild (Aufnahme von 2015)

## Geographische Lage
Das Dorf liegt im Weizacker in Hinterpommern, etwa 35 Kilometer südöstlich von Stettin und etwa 5 Kilometer nördlich der Kreisstadt Pyritz. Die nächsten Nachbardörfer sind Turze (Horst) im Nordwesten, Okunica (Friedrichsthal) im Nordosten und Brzezin (Briesen), das im Südwesten anschließt. Das Dorf ist etwa 2 km vom heutigen Südufer des Madüsees entfernt.

## Geschichte
Aus dem Jahre 1313 ist eine Urkunde überliefert, nach der ein Johannes Boekmann den Hof Rissow an Theoderich, Abt des Klosters Kolbatz, für 765 ½ Mark Silber verkaufte. Im folgenden Jahre 1314 bescheinigte der Verkäufer, der sich hier Henning van der Boeke schrieb, den Empfang des Geldes. Im Jahre 1356 legte Abt Nicolaus an Stelle des Hofes ein Bauerndorf an, dem er 62 Hufen Land zuordnete und in dem er einen Schulzen einsetzte. Das Dorf blieb im Klosterbesitz, bis es mit der im Rahmen der Reformation durchgeführten Säkularisation an den Landesherren kam. 
Ursprünglich hatte Groß Rischow 15 Bauernstellen, im Jahre 1753 wurden drei weitere Bauernstellen angelegt. In den 1770er Jahren ließ König Friedrich der Große den Wasserspiegel des Madüsees absenken, wodurch Land gewonnen und vor allem Bruchland trockengelegt werden konnte. Auf einem Teil des Plönebruchs, der zuvor zu Groß Rischow gehört hatte, und auf weiteren Ländereien wurde die Kolonie Friedrichsthal angelegt. Damit verlor Groß Rischow zwar 480 Morgen Land, dafür wurden Groß Rischow aber 250 Morgen Bruchland vom Nachbardorf Horst zugewiesen.
In Ludwig Wilhelm Brüggemanns Ausführlicher Beschreibung des Herzogtums Vor- und Hinterpommern (1784) ist Groß Rischow „auf der kleinen Landstraße von Berlin nach Stargard und Preußen“ aufgeführt. Damals gab es hier einen Prediger, einen Freischulzen, 18 Bauern, von denen einer auch Krüger war, sechs Kossäten, einen Küster, eine Pfarrbauernstelle („Predigercolonenhaus“) und eine Schmiede, insgesamt 61 Haushaltungen („Feuerstellen“). Das Dorf gehörte zum königlichen Amt Kolbatz.
Im ersten Viertel des 19. Jahrhunderts wurde das Freischulzengut von den Bauern des Dorfes angekauft und unter sich aufgeteilt. Im Jahre 1823 legte die Gemeinde eine eigene Wassermühle an, die 1842 um eine Hilfswindmühle ergänzt wurde. 
Bis 1945 bildete Groß Rischow eine Gemeinde im Kreis Pyritz der Provinz Pommern. Zur Gemeinde gehörten keine weiteren Wohnplätze.
Nach dem Zweiten Weltkrieg kam Groß Rischow, wie alle Gebiete östlich der Oder-Neiße-Grenze, an Polen. Die Bevölkerung wurde vertrieben. Der Ortsname wurde zu „Ryszewo“ polonisiert.

## Entwicklung der Einwohnerzahl
- 1867: 428 Einwohner[3]
- 1871: 412 Einwohner[3]
- 1925: 319 Einwohner[2]

## Söhne und Töchter des Ortes
- Johann George Gotthelf Auen (1745–1822), preußischer Beamter, Kriegs- und Domänenrat bei der Pommerschen Kriegs- und Domänenkammer